# Hochstein (Eifel)
Der Hochstein (auch Kalberg, also Kahler Berg, genannt, früher Forstberg) ist ein 563 m ü. NHN hoher Vulkankegel der Eifel nahe Obermendig im rheinland-pfälzischen Landkreis Mayen-Koblenz.

## Geographie

### Lage
Der Hochstein erhebt sich in der Hohen Eifel zwischen den Ortsgemeinden Bell im Nordnordosten und Ettringen im Süden. Sein Gipfel und Großteile des Berges liegen im Westteil des Stadtgebiets von Mendig, dessen Ortsteil Obermendig bis an seinen Ostfuß reicht. Die West- und Südflanken befinden sich im Gemeindegebiet Ettringens. Nordwestlich des Berges liegen entlang der Gemeindegrenze zu Ettringen die zu Mendig gehörenden Roderhöfe. Etwas nördlich des Berges entspringt der Kellbach und südlich der Segbach, die jeweils den Nette-Zufluss Krufter Bach speisen.

### Naturräumliche Zuordnung
Der Hochstein gehört in der naturräumlichen Haupteinheitengruppe Mittelrheingebiet (Nr. 29), in der Haupteinheit Unteres Mittelrheingebiet (292) und in der Untereinheit Laacher Vulkane (292.0) zum Naturraum Ettringer Vulkankuppen (292.01). Nach Westen fällt die Landschaft in den Naturraum Nitz-Nette-Wald (271.21) ab, der in der Haupteinheitengruppe Osteifel (27) und in der Haupteinheit Östliche Hocheifel (271) zur Untereinheit Hohe-Acht/Nitz-Nette-Bergland (271.2) zählt.

## Schutzgebiete
Auf dem Hochstein liegen Großteile des Naturschutzgebiets Hochstein (CDDA-Nr. 163713; 1983 ausgewiesen; 3,5113 km² groß), Kleinteile des Landschaftsschutzgebiets Rhein-Ahr-Eifel (CDDA-Nr. 323834; 1980; 925,8651 km²) und Teile eines in sich geschlossenen Bereichs des Vogelschutzgebiets Unteres Mittelrheingebiet (VSG-Nr. 5609-401; 20,66 km²).

## Bergname und Genovevahöhle
In Ettringen selbst lautet der Name des erloschenen Vulkans Kalberg, der in einer Karte um 1809 verzeichnet ist. Nach einer Legende fand in der Höhle nordwestlich unterhalb des Gipfels im Mittelalter die Pfalzgräfin Genoveva von Brabant Zuflucht, daher der Name Genovevahöhle (auch Hochsteinhöhle genannt).

## Verkehr und Freizeit
Westlich vorbei am Hochstein führt von Bell vorbei an den Roderhöfen nach Ettringen die Landesstraße 82. Auf seiner Südwestflanke liegt an dieser Straße die Motocross-Rennstrecke des Mcc Ettringen e. V.